# Dekanat brzeziński
Dekanat brzeziński – dekanat należący do archidiecezji łódzkiej, położony w jej północno-wschodniej części.
W skład dekanatu wchodzi 7 parafii:
- parafia Podwyższenia Świętego Krzyża w Brzezinach (siedziba dekanatu)
- Parafia św. Franciszka z Asyżu w Brzezinach
- Parafia Najświętszej Maryi Panny Częstochowskiej w Brzezinach
- Parafia Świętego Józefa Oblubieńca Najświętszej Maryi Panny w Jeżowie
- Parafia Wszystkich Świętych w Kołacinku
- Parafia Wniebowzięcia Najświętszej Maryi Panny w Rogowie
- Parafia Wniebowzięcia Najświętszej Maryi Panny i Świętej Barbary w Starych Skoszewach